# Pinnaspis melaleucae
Pinnaspis melaleucae är en insektsart som beskrevs av Robert Malcolm Laing 1929. Pinnaspis melaleucae ingår i släktet Pinnaspis och familjen pansarsköldlöss. Inga underarter finns listade i Catalogue of Life.